# Ширмер-Прёшер, Вильгельмина
Вильгельми́на Ши́рмер-Прёшер (нем. Wilhelmine Schirmer-Pröscher, урожд. Пёзер (Pöser); 9 июля 1889, Гисен — 2 марта 1992, Берлин) — немецкий политик, член ЛДПГ. Активистка первого этапа строительства Германской Демократической Республики.

## Биография
В 1905—1907 годах Вильгельмина Пёзер выучилась на аптекаря, затем до 1909 года посещала учительские курсы в Дармштадте и Эйслебене, до 1912 года работала домашним учителем во Франкфурте-на-Майне. Вышла замуж в 1912 году и проживала с мужем и сыном в Баутцене. В 1919 году вступила в Немецкую демократическую партию и участвовала в кампании по избранию Вильгельма Кюльца депутатом Веймарского учредительного собрания. В 1919 году по семейным обстоятельствах оставила политическую деятельность и проживала в берлинском районе Мариендорф. После смерти супруга в 1931—1945 годах управляла аптекой.
По окончании войны вошла в состав соучредителей Либерально-демократической партии Германии и до 1989 года занимала в партии руководящие должности. В 1990 году вступила в Свободную демократическую партию ГДР. В 1948—1959 годах работала советником по вопросам здравоохранения мэрии Восточного Берлина, затем вышла на пенсию. В 1949—1990 годах Ширмер-Прёшер являлась депутатом Народной палаты ГДР, входила в состав фракции ЛДПГ. В 1954—1963 годах занимала должность заместителя председателя Народной палаты. В 1948—1989 годах входила в состав правления Демократического женского союза Германии и являлась почётным заместителем. По случаю 100-летнего юбилея Вильгельмина Ширмер-Прёшер была удостоена звания почётного гражданина Берлина. На выборах в народную палату 1990 года поддержала список свободных демократов. Звание было снято 29 сентября 1992 года в результате слияния списков почётных граждан Восточного и Западного Берлина.